# Corpi di Cowdry
I corpi di Cowdry sono inclusioni nucleari eosinofile composte da acidi nucleici e proteine visibili in cellule infettate da Herpes simplex virus, Varicella-zoster virus e Cytomegalovirus. Prendono il nome da Edmund Cowdry.
Ci sono due tupi di corpi di Cowdry intranucleari: 
- Tipo A (nelle infezioni da Herpes simplex, VZV  CMV e febbre gialla)
- Tipo B (in infezioni da poliovirus), sebbene sembri che la loro identificazione sia dovuta solo ad artefatti.

La microscopia ottica viene utilizzata per il rilevamento dei corpi Cowdry.

## Riferimenti
http://www.meddean.luc.edu/lumen/MedEd/orfpath/herpes.htm. Estratto 02-01-2009.
http://neuropathologyblog.blogspot.com/2008/11/whiter-illusory-cowdry-b-inclusion-of.html